# Phalotris matogrossensis
Phalotris matogrossensis är en ormart som beskrevs av Lema, D'Agostini och Cappellari 2005. Phalotris matogrossensis ingår i släktet Phalotris och familjen snokar. Inga underarter finns listade i Catalogue of Life.
Denna orm förekommer i Brasilien och i Paraguay. Honor lägger ägg.